# Abbaye Saint-Pierre de Lobbes
L'abbaye Saint-Pierre de Lobbes est un établissement monastique situé à Lobbes, en Belgique, fondé vers 654 et officiellement dissous en 1796.
L'abbaye est fondée sur la Sambre par saint Landelin, un brigand converti devenu ermite, lequel attire des sympathisants. L'oratoire construit à cet endroit fédère les disciples. Le premier abbé de Lobbes est Ursmer, qui y développe les bâtiments monastiques. Avec le second abbé de Lobbes commence l'activité intellectuelle du monastère. La bibliothèque va s'enrichir au fil des siècles.
Au VIIIe siècle, l'abbaye de Lobbes est léguée à l'évêché de Liège, qui en a acquis la temporalité de par l'influence de Charles Martel. Dès lors, l'abbaye de Lobbes jouera un rôle de première importance dans la vie de la principauté de Liège. Du Xe au XIIe siècle, l'abbaye constitue un des principaux centres intellectuels de l'Occident. L'histoire de l'abbaye est ensuite une longue suite d'événements alternativement fâcheux ou plus heureux, s'étalant sur près de 1 000 ans.
Les moments défavorables ont pour causes des comportements inappropriés (abbés usurpateurs ou commendataires, affaiblissement de la discipline monastique, incendies), des guerres locales et des pillages (mercenaires de tous bords ravageant l'abbaye pendant la guerre de Trente Ans, troupes françaises endommageant le monastère durant la guerre franco-espagnole), des invasions (Normands, cavaliers nomades venant de Hongrie), le climat (le froid excessif qui sévit parfois provoque des famines) et des épidémies (la peste bubonique décime la population exploitant les terres de l'abbaye).
On peut retenir des événements plus heureux, comme le Saint-Siège autorisant les abbés de Lobbes à porter les ornements pontificaux et leur accordant des privilèges protocolaires et organisationnels. Quand l'abbaye se dote d'un abbé bon administrateur, il ramène la paix, l'ordre et la discipline dans la communauté monastique, la prospérité conduisant à des travaux d’agrandissement et d’embellissement. On construit en 1576 une quatrième et vaste abbatiale ogivale.
La seconde moitié du XVIIIe siècle est catastrophique pour l'abbaye de Lobbes. D'abord, dans les Pays-Bas autrichiens, Joseph II réforme la liturgie catholique et supprime les confréries. Ensuite, la révolution liégeoise ayant poussé à l'exil le prince-évêque de Liège, l'armée autrichienne est entrée à Liège en 1791, puis les troupes révolutionnaires françaises sont arrivées, ce qui fut particulièrement dévastateur. L'abbaye est incendiée, endommagée et pillée. Les 43 moines et le 81e et dernier abbé de Lobbes sont alors dispersés. L’abbaye est officiellement dissoute en 1796, et ce qu'il en reste est vendu comme biens publics.

## Situation géographique
L'abbaye Saint-Pierre de Lobbes est située dans la commune de Lobbes, en Belgique, à 2 km à l'ouest de Thuin et à 18 km au sud-ouest de Charleroi, dans la province de Hainaut. L'église Saint-Ursmer, qui n'est pas abbatiale mais une collégiale, y est perchée sur une hauteur dominant la Sambre, regardant le beffroi thudinien. La ferme est proche de la voie ferrée.

## Fondation

### Communauté formée autour de l'ermite Landelin
Lobbes appartient à la première génération de monastères créés en pays mérovingien, généralement autour d’un ermite dont l’austère vie de sainteté religieuse impressionne et attire des adeptes qui deviennent disciples. À Lobbes, c’est Landelin, un brigand converti devenu ermite, qui attire. Accompagné des disciples Adelin et Domitien, il y construit au confluent du ruisseau Laubacus (Laubach) et de la Sambre, théâtre de ses brigandages de jeunesse, un oratoire et quelques petites cellules pour y garder et vénérer les reliques de saints qu’il a ramenées de son troisième pèlerinage à Rome.
Le nombre de disciples augmentant, cet oratoire dédié à Saint-Pierre devient le centre d’une communauté monastique qui existe comme telle depuis 654.
Épris de solitude, Landelin quitte Lobbes pour s'installer à une dizaine de kilomètres en aval, dans la vallée de la Sambre, à Gozée. Il y fonde l'abbaye d'Aulne.

### Ursmer assure la relève de Landelin
Après de départ de Landelin, faute de supérieurs à la hauteur, la communauté de Lobbes tombe en décadence. Hydulphe, seigneur de Lobbes, et Pépin de Herstal, maire du palais d'Austrasie, font appel à Ursmer, disciple remarqué de Landelin, pour en être le berger.
On assiste alors à l'extension des bâtiments devant l'afflux de nouveaux adeptes, car certains, fortunés, cèdent leurs biens et financent le développement. Ainsi, Hydulphe fait don de ses biens au monastère où il se retire. Pépin, maire du palais d'Austrasie, lègue à Ursmer la terre, le bois de Forestaille (lieu-dit situé sur la rive gauche de la Sambre, en amont de Lobbes) et plusieurs dépendances. En outre, il affecte à Lobbes tout ce que lui a donné Landelin, à savoir « l'église d'Aulne avec ses dépendances et possessions, le prieuré de Wallers avec tous ses biens et possession... ».

## Historique

### VIIesiècle
Le vrai fondateur de l'abbaye de Lobbes et son premier abbé (depuis 680) est Ursmer. Le 26 août 697, en sa présence, l'église abbatiale dédiée aux saints Pierre et Paul, mise en chantier par Landelin, est consacrée. Comme la présence des reliques du premier apôtre interdit toute sépulture dans l'abbatiale, Ursmer construit une autre église sur une colline voisine, ce sera la future collégiale Saint-Ursmer.
Plus tard, comme il le fut à Lobbes, Ursmer sera l'animateur de l'abbaye d’Aulne, autre fondation de son maître spirituel Landelin.

### VIIIesiècle

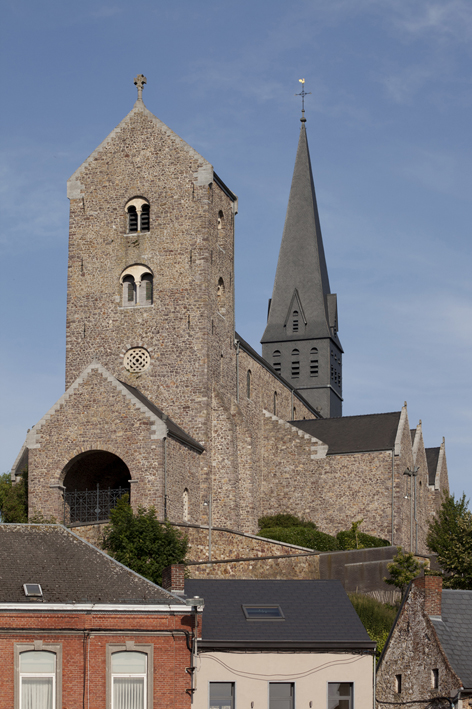
La collégiale Saint-Ursmer, ancienne église funéraire de l'abbaye.

Saint Ermin est le second abbé de Lobbes (711-737). Il laisse une première œuvre : Vita Ursmari (en français : Vie de Saint Ursmer) avec laquelle commence l'activité intellectuelle du monastère, dont la bibliothèque va s'enrichir au fil des siècles. À Ermin succèdent saint Abel de Reims, missionnaire irlandais, moine de Lobbes ayant rempli une éphémère fonction d'évêque de Reims puis Théodulfe de Lobbes († le 24 avril 776). Les sarcophages mérovingiens de saint Ursmer, saint Ermin (remarquablement conservé) et Abel de Reims se trouvent dans la crypte de la collégiale Saint-Ursmer de Lobbes.
De 732 à 737, Charles Martel, fils bâtard du maire du palais Pépin de Herstal, repousse les musulmans vers les Pyrénées et devient de fait le maître du royaume franc d'Austrasie dont Lobbes fait partie. Il en profite pour créer une classe de guerriers possédant les ressources correspondant au rôle qu'on attend d'eux. Une large distribution des terres est faite aux proches du maire du palais, qui n'hésite pas à séculariser, à cette fin, bon nombre de biens d'Église. L'abbaye de Lobbes est léguée à l'évêché de Liège, qui a acquis de Charles Martel la temporalité en 728,,.

### IXesiècle
Au bienheureux Anson (776-800) succèdent une dizaine d'abbés usurpateurs ou commendataires. En 882, les Normands — ce sont des Danois — remontent le cours de la Sambre. Les moines de Lobbes et d'Aulne suivis des habitants proches se retranchent alors avec succès dans le château de Thuin, construit par les moines de Lobbes.
Francon, évêque de Liège depuis 855, obtient d'Arnulf de Carinthie, roi de Germanie, l'autorisation d'annexer la direction de l'abbaye de Lobbes au siège épiscopal de Tongres-Maastricht-Liège, les revenus de l'abbaye étant affectés pour une part aux religieux, pour l'autre à Liège. En définitive, Francon reçoit d'Arnulf 155 villages qui lui appartiennent, avec les prébendes et patronages de l'abbaye, aliénés par ses prédécesseurs.
Mais la générosité du roi appelle une contrepartie : l'armée de Francon aide l'armée d'Arnulf de Carinthie à remporter en septembre 891 une victoire décisive contre les Normands, retranchés dans le camp de Louvain. Les dépendances d'Aulne, de Wallers et de Crespin, fondées par saint Landelin, sont cependant dépouillées et détruites à des degrés divers,. Avec Francon (888-901), dernier abbé commendataire et premier abbé concordataire, le destin de l'abbaye se lie étroitement à celui du diocèse, tous les évêques de Liège jusqu'à Éracle (960) étant également abbés de Lobbes.
À la fin du IXe siècle, Francon fait abattre l'abbatiale consacrée sous saint Ursmer en 697 et pose la première pierre d'une abbatiale plus spacieuse et plus splendide, dont la description figurera dans la Chronique de Lobbes écrite par Folcuin vers 980. Elle est consacrée en 903 par Dodilon, évêque de Cambrai, sous l'abbatiat d'Étienne, évêque de Liège, confirmé comme abbé de Lobbes par acte donné à Aix-la-Chapelle en 908 par Louis IV, roi de Germanie.

### Xesiècle
De 920 à 922, la nomination de l'abbé de Lobbes est l'objet d'une lutte d'influence entre les détenteurs du pouvoir politique ou religieux. Hilduin Tasson, moine de Lobbes qui avait déjà dirigé l'abbaye de 873 à 880, a pour protecteur Gislebert, duc de Lotharingie, qui entretient d'amicales relations avec le roi saxon de Germanie Henri Ier l'Oiseleur. Fort de ces soutiens, Hilduin est élu évêque de Liège par l'archevêque Hermann de Cologne. Mais cette élection est désavouée et Hilduin est aussitôt démis de la fonction par le roi Charles le Simple avec le soutien du pape Jean X qui nomme Richer. Pendant ces deux années de luttes d'influence, Hilduin administre cependant l'abbaye et y maintient le haut niveau des études.
Sous l'abbatiat de Farabert (947 à 953), le relâchement s'introduit dans le monastère. L'abbé y attire une foule d'étrangers auxquels il accorde une hospitalité si prodigue qu'on appelle Lobbes Le Val d'Or. Ces visites contribuent à l'affaiblissement de la discipline monastique.
En dépit de la volonté royale, Baldéric (956-959) est élu évêque de Liège encore enfant grâce au soutien de son oncle, Baldéric, évêque d'Utrecht et de ses oncles Régnier III de Hainaut et son frère Rodolphe. En reconnaissance, il donne en commende le monastère au comte de Hainaut, qui commet bientôt des exactions continuelles envers les religieux et des violences sacrilèges.
Le 2 avril 955, des cavaliers nomades venant de Hongrie déferlent sur la région et, une fois de plus, les moines d'Aulne et de Lobbes, ainsi que les habitants du voisinage cherchent refuge au château de Thuin, occupé depuis peu par Régnier III, comte de Hainaut, qui leur en refuse l'accès. Ces derniers se réfugient alors dans l'église supérieure — la collégiale Saint-Ursmer actuelle — fortifiée dans l'urgence et résistent aux milliers de Hongrois. Une pluie torrentielle providentielle s'abat alors sur les assaillants qui, croyant à un prodige, lèvent le siège. Mais, une fois de plus, l'abbaye est saccagée et il y a beaucoup de victimes.
En 961, Éracle, évêque de Liège et abbé de Lobbes, résilie sa charge abbatiale pour ne se consacrer qu'au diocèse de Liège. Il donne aux moines de Lobbes la liberté d'élire leur abbé, mais plus de la moitié des biens, dont la dépendance d'Aulne, restent la propriété de l'église Saint-Lambert de Liège. À la demande d'Éracle, le Saint-Siège autorise les abbés de Lobbes à porter les ornements pontificaux, leur assigne de plus la première place après les évêques, leur permet d'officier pontificalement en leur absence, les déclare vicaires perpétuels des évêques de Liège, donne aux religieux le pouvoir d'élire les abbés, mais exige de ces derniers l'obligation de faire hommage aux évêques de Liège après leur entrée en charge.
Moine de Lobbes élu abbé par tous les religieux avec l'assentiment de l'évêque Éracle, Aletran (961-965) est le premier qui obtient du Saint-Siège les ornements pontificaux pour lui et pour ses successeurs. Bon administrateur, il ramène la paix, l'ordre et la discipline dans la communauté monastique et sous son abbatiat, l'abbaye reprend un peu de son indépendance perdue en 888.
Éracle choisit pour successeur à Aletran le moine Folcuin (965-990), contesté à ses débuts. Folcuin est évincé en 971-972 par Rathier de Vérone, mais remis en fonction par Notger, évêque de Liège. Folcuin relève le monastère brûlé par les Hongrois, commence la restauration de l'église abbatiale Saint-Pierre fort dévastée, qu'il équipe d'un jubé et enrichit de peintures murales et d'objets précieux. En 979, il obtient du pape Benoît VII la confirmation et la ratification des privilèges de l'abbaye, particulièrement en ce qui concerne la défense d'inhumer les religieux ou autres notables dans l'église abbatiale Saint-Pierre.
La prospérité conduit à des travaux d’agrandissement et d'embellissement.

### XIesiècle
Hériger (990-1007) fait embellir l'église abbatiale et construire un oratoire en l'honneur de saint Benoît.
Sous l'abbatiat d'Ingobrand (1007-1020), une troisième église abbatiale est édifiée, plus vaste et plus belle, même si elle n'est achevée qu'en 1036. Elle est construite en moellons irréguliers à peine équarris, souvent du grès trop dur pour être taillé.
Richard de Saint-Vanne devient abbé de Lobbes en 1020 à la demande de Wolbodon, évêque de Liège, pour y appliquer la "Réforme lorraine" destinée à extirper les abus. En 1033, il remet son titre entre les mains de Réginard, évêque de Liège.
La quatrième année de la prélature d'Hugues III (1033-1053), l'église abbatiale Saint-Pierre est consacrée pour la troisième fois par le prince-évêque Réginard de Liège et l'évêque Gérard de Cambrai, même si elle n'est achevée que sous la prélature d'Adélard (1054-1077).
En 1054, le monastère est complètement dévasté par la guerre entre Baudouin d'Hasnon, second époux de Richilde, comtesse de Hainaut, et Henri III, empereur d'Allemagne.
En 1101, Fulcard (1084-1107) demande la protection de l'empereur d'Allemagne Henri IV pour affronter le dénuement dû aux déprédations guerrières, dilapidations malveillantes, usurpations diverses.

### XIIesiècle
Wautier I (ou Walter I) (1107-1131) est encore élu abbé par la communauté des moines qui résiste, pendant sa prélature, aux pressions extérieures tendant à remplacer la Règle de saint Benoît par la règle émergente de l'Ordre de Cluny. À la suite de tensions au sein de la communauté, son successeur Léonius de Furnes (1131-1137) n'est pas élu par les moines mais par des commissaires réunis à l'abbaye de Bonne-Espérance. Léonius de Furnes introduit en douceur la règle de Cluny en offrant aux opposants la liberté de rallier un autre monastère. À sa requête, le pape Innocent II, dans une bulle reçue à Lobbes en mai 1131, confirme la possession des biens de l'abbaye, règle le mode de nomination des abbés, détermine les droits et devoirs des évêques de Liège à Lobbes, défend d'inhumer les religieux dans l'abbatiale de Saint-Pierre, accorde aux moines l'autorisation de choisir eux-mêmes les avoués et met le monastère sous la protection du Saint-Siège. En 1137, Léonius de Furnes est appelé à diriger le monastère Saint-Bertin de Saint-Omer.
Lambert I, abbé de 1137 à 1149, profite des conditions favorables du début de son abbatiat pour achever le quartier des étrangers fondé par son prédécesseur, bâtir une nouvelle infirmerie, restaurer et agrandir la maison abbatiale et y commencer un oratoire à l'étage. Mais l'incendie de la ferme de Saintes (réserve de blé de l'abbaye) et plusieurs années de famine obligent plusieurs religieux à émigrer vers divers couvents d'accueil.
Sous l'abbatiat de Jean I (1163-1179), l'abbaye est appauvrie par les pillages opérés par les troupes de Baudouin IV et Baudouin V de Hainaut.

### XIIIesiècle
L'abbé Robert (1209-1221) réussit à payer toutes les dettes de l'abbaye, à réparer et agrandir le monastère et enfin à reconstruire plusieurs bâtiments en ruine, tandis que l'abbé Thomas (1228-1246) accroît considérablement les possessions du monastère, bien que dès 1234 et pendant plusieurs années, le froid excessif qui sévit en France et aux Pays-Bas provoque des famines successives.

### XIVesiècle
Sous l'abbé Guillaume Ier (1344-1359), vers 1348, la peste bubonique décime la population exploitant les terres de l'abbaye, prélude à la transformation et à la déstabilisation de la société. Les famines et les épidémies répandent sur les routes des repentis qui expient leurs péchés par la pratique de la flagellation et contestent l'ordre établi, y compris l'institution ecclésiastique. Lobbes participe ainsi à la chasse aux flagellants.

### XVeetXVIesiècles
L'abbé Guillaume Cordier (1495-1524) embellit considérablement l'abbaye de Lobbes. Au mois de juin 1546, sous l'abbé Guillaume Caulier (1524-1550), un grand incendie occasionné par le feu de la cuisine détruit de fond en comble l'abbatiale du XIe siècle et tous les bâtiments claustraux. Une foule d'objets d'art, ainsi que la riche bibliothèque commencée par Folcuin, deviennent la proie des flammes. Par une sage économie et la rigueur budgétaire, l'abbé Caulier parvient à opérer le recouvrement de presque tous les biens aliénés pendant les guerres. Avec ces ressources, il relève de leurs ruines les bâtiments claustraux ainsi que d'autres édifices et pose la première pierre de la nouvelle abbatiale le 2 mai 1550, jour de son 80e anniversaire.
Le retour des vocations monastiques et une nouvelle prospérité permet de reconstruire l'abbatiale, les travaux continuent sous l'abbé Dominique Capron (1550-1570) et la consécration a lieu le 27 mai 1576 sous la prélature de l'abbé Ermin François (1570-1598). C'est cette vaste église ogivale de Lobbes — 4e église abbatiale — que l'on peut voir sur des gravures des XVIIe et XVIIIe siècles.

### XVIIesiècle
Sous la prélature de Raphaël Baccart (1628-1641), la plus grande partie des biens de l'abbaye sont ravagés et même le monastère est pillé par les mercenaires de tous bords, pendant la guerre de Trente Ans (1618-1648). Au fléau de la guerre, se joint une épidémie de peste épouvantable qui dévaste la région pendant plusieurs mois en 1635-1636.
Sous la prélature de Lambert Veris (1650-1668), pendant la guerre franco-espagnole qui sévit dans les Pays-Bas espagnols entre 1650 et 1658, le monastère est pillé sévèrement et endommagé par les troupes françaises du maréchal de Turenne et du jeune Louis XIV accompagné du cardinal Mazarin.
En peu d'années, l'abbé Pierre de La Hamaide (1668-1695) relève l'abbaye de la ruine occasionnée par les troupes françaises et lui rend sa splendeur passée. En 1675, des troupes hollandaises venues piller l'abbaye sont repoussées avec pertes. Durant sa prélature, toutes les dettes contractées par l'abbaye sont remboursées. Son successeur Augustin Jonneaux (1695-1707) poursuit la restauration des bâtiments ruinés par les guerres.

### XVIIIesiècle

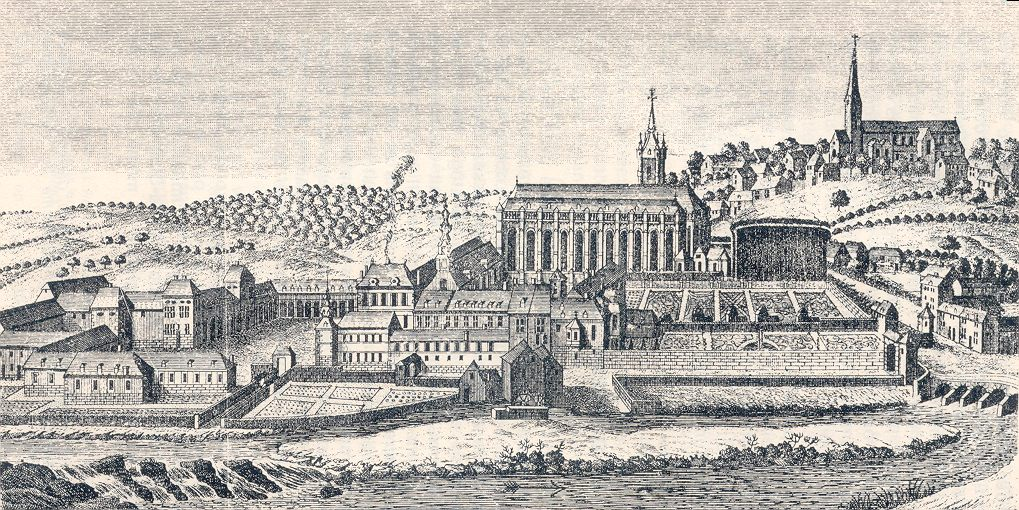
L'abbaye de Lobbes au XVIIIe siècle.

L'abbé Ursmer Rancelot (1707-1718) fait renforcer l'abbatiale de barres de fer et construire une bibliothèque, une infirmerie et un quartier pour les étrangers. Théodulphe II Barnabé (1728-1752) fait construire un quartier abbatial, un vaste dortoir, une superbe brasserie et la vaste ferme.
Mais le vent tourne. Durant la seconde partie du XVIIIe siècle, la Société est imprégnée des idées — subversives du point de vue des religieux de Lobbes — diffusées au XVIIe siècle, début du siècle des Lumières, par « les ennemis du trône et de la religion », et visant à remplacer les dogmes par la Raison. Sous la prélature de Joseph Simon (1778-1793), la lutte contre l'Église devient de plus en plus vive.
Dans les Pays-Bas autrichiens, Joseph II s'arroge le droit de réformer la liturgie catholique, invente un nouveau catéchisme philosophique et moral, supprime les confréries, abolit les processions, déclare que le mariage est un contrat civil, diminue le nombre de fêtes et de messes, etc. Les ennemis des corporations religieuses redressent la tête. Ils sont désignés au voisinage de Thuin et Lobbes sous le nom de Macas. Le 17 août 1789, à l'exemple de la prise de la Bastille, les Macas se ruent sur le monastère de Saint-Pierre, y brisent les serrures et les verrous d'une prison et libèrent le nommé André Piraux, prévenu d'avoir incendié une meule de froment. Au mois de mars 1790, les Macas renouvellent leurs attaques.
D'autre part, la révolution liégeoise a poussé à l'exil le prince-évêque de Liège Hoensbroeck du 27 août 1789 au 12 février 1791, proclamant la république et la primauté du pouvoir civil. Après avoir été insultés par les Macas, les religieux de Lobbes sont rançonnés, à deux reprises en 1790, d'une contribution de 80 000 florins. Le 16 janvier 1791, le chevalier de Donceel, corégent (bourgmestre) de Liège, se présente en personne à l'abbaye, porteur d'une requête des Trois États de Liège l'autorisant à exiger des religieux une contribution de 50 000 couronnes de France, somme qui ne sera jamais payée et pour cause : l'armée autrichienne est entrée à Liège le 12 janvier 1791 et de Donceel fuit en France où il mourra quelques jours plus tard. Après la victoire française de Jemappes, l'abbaye doit verser une somme considérable aux républicains. Vulgise de Vignron (ou Vigneron), dernier abbé de Lobbes (1793-1794), meurt le 11 août 1823, exilé au monastère de Brevnov (Bohême).

### Impact de la Révolution française

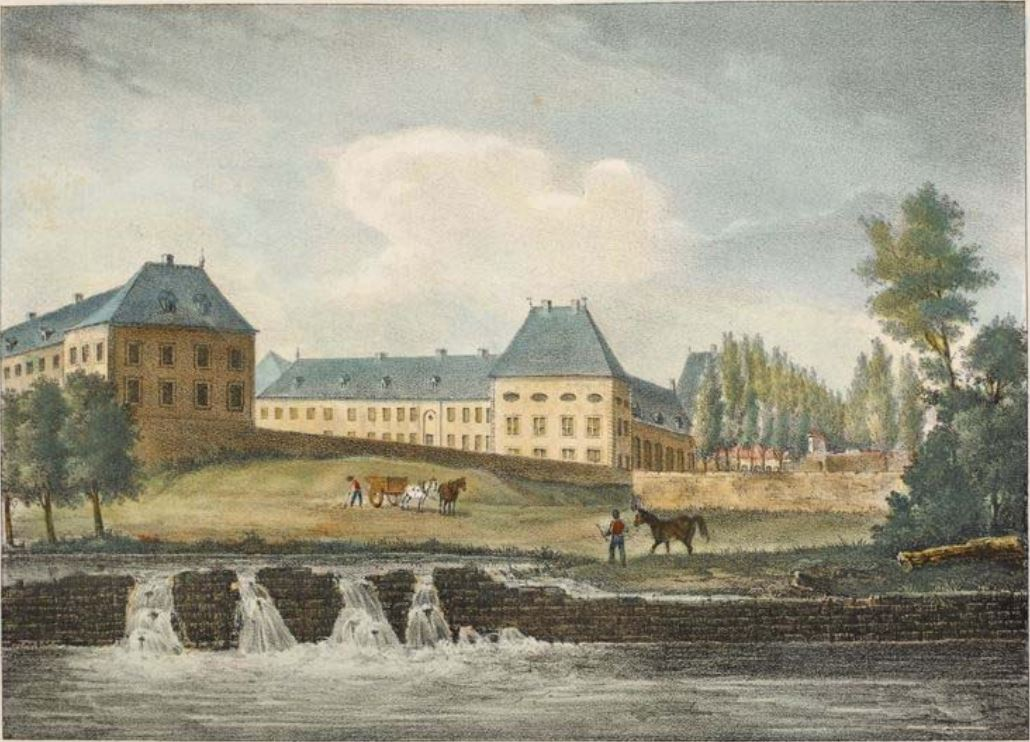
Dessin de l'abbaye.

Le passage à Lobbes des troupes révolutionnaires françaises dirigées par le général Charbonnier et épaulées par quelques Macas est particulièrement dévastateur. L’ensemble des bâtiments monastiques, avec l’église abbatiale, est pillé durant trois jours, puis incendié le 14 mai 1794. Les livres sont brûlés ou abandonnés aux agressions des intempéries. La perte architecturale subie après l'incendie du mois de mai 1794, dressée à partir d'un inventaire de 1750 est des plus importantes.
Les 43 moines et le 81e et dernier abbé de Lobbes, Vulgise de Vignron (ou Vigneron) sont alors dispersés. La plupart trouvent refuge en Allemagne. L’abbaye est officiellement dissoute en 1796, en vertu du décret du 20 août 1796 (suppression des congrégations religieuses) de la Convention nationale. Ce qu’il en reste est vendu comme biens publics. Le matériau des ruines qui a encore une certaine utilité est utilisé pour renforcer les fortifications de la forteresse hollandaise de Charleroi (en 1816-1817),,,,.
Les vestiges de quelque importance que l’on peut voir aujourd’hui sont : 
- la brasserie construite pendant la prélature de Théodulphe II Barnabé (1728-1752)[17] ;
- une aile de l'ancienne ferme abbatiale ;
- une porte de style Renaissance de l’enceinte de l’abbaye (dite Porte de Thudinie ou encore La Portelette) dont elle était la sortie sur la route conduisant à la ville de Binche. Elle fut sans doute construite par l’abbé Ursmer Rancelot (décédé en 1718) dont on sait qu’il fit d’importants travaux ;
- le mur d'enclos ;
- la collégiale Saint-Ursmer.

Pas moins de quatre églises abbatiales furent construites et détruites à Lobbes. Par contre, la modeste église carolingienne destinée à recevoir les sépultures des moines survécut à toutes les tempêtes de l’histoire pour être aujourd’hui cette collégiale Saint-Ursmer qui se dresse sur la hauteur du village de Lobbes. C'est une des plus anciennes églises de Belgique.

## Activité intellectuelle  et rayonnement

### LesVIIIeetIXesiècles
Saint Théodulphe, abbé de 758 à 776, établit à Lobbes une école monastique, prélude au capitulaire de 789, mais dont la simplicité dépasse rarement les besoins de la communauté.
Le capitulaire Admonitio generalis du 23 mars 789 est diffusé et appliqué fidèlement à Lobbes : en 797, une école abbatiale est fondée pendant la prélature de l’abbé Anson (776-800) qui venait d'écrire les biographies de saint Ursmer et saint Ermin.
Francon, philosophe, rhéteur, poète, musicien, orateur disert doté d'un esprit pénétrant, devient abbé de Lobbes de 888 à 901. C'est pendant son abbatiat que l'école monastique de Lobbes devient une sorte d'école officielle et une pépinière de fonctionnaires ecclésiastiques. Proposant des études de niveau élevé, toutes les disciplines y sont enseignées : théologie, théorie musicale, histoire.... L’ampleur de la bibliothèque permet un travail intellectuel intense et conduit à la création d’un atelier de copistes et d’une école de miniaturistes.

### DuXeauXIIesiècle

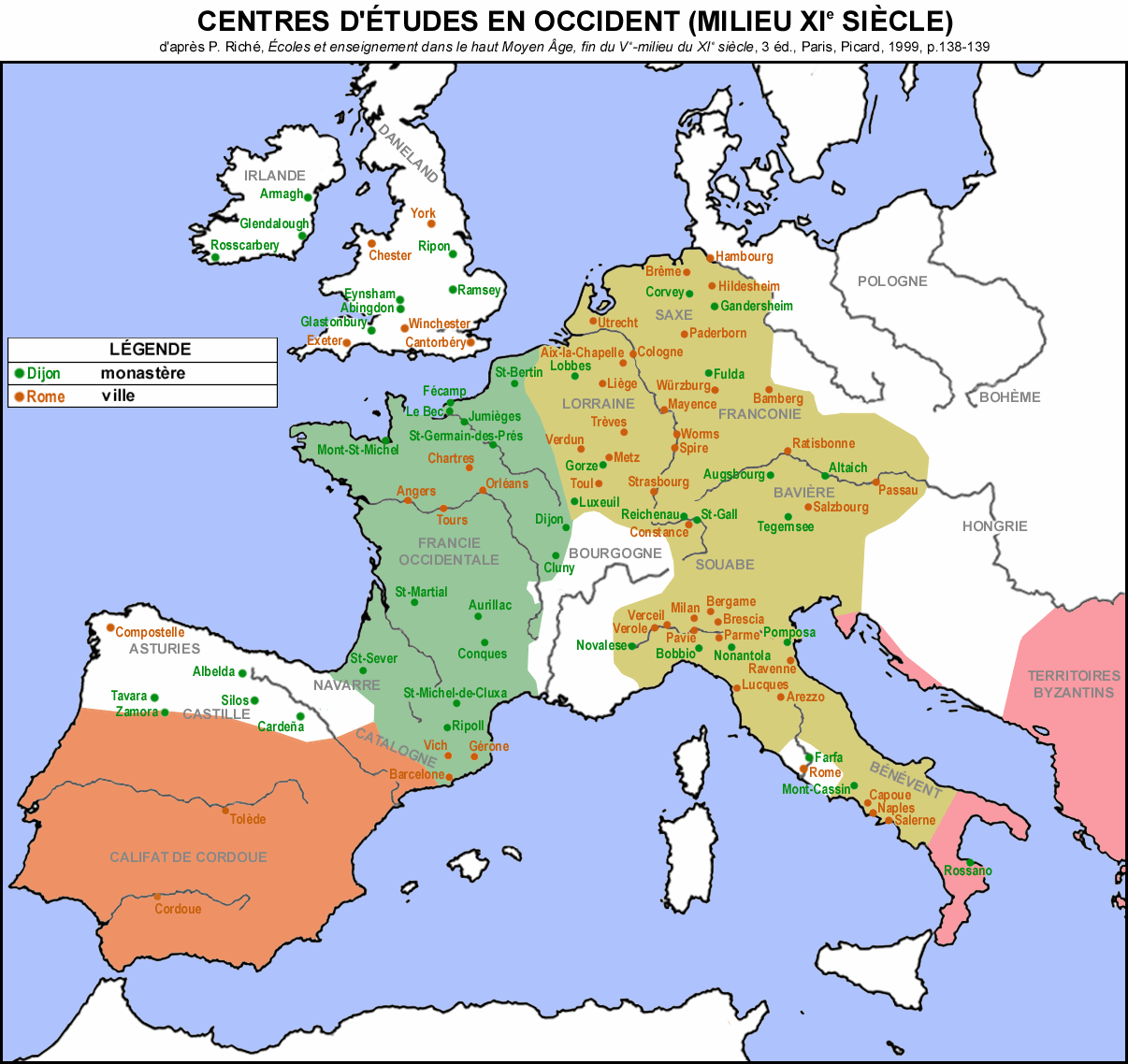
Les foyers d'études en Occident au milieu du XIe siècle.

Ce sont les grands siècles de l’abbaye : elle est riche, le nombre de moines est élevé et la bibliothèque est  fournie. Un inventaire de la bibliothèque de Lobbes, fait à cette époque, recense le chiffre considérable de 347 livres.
La période de 930 à 1094 est le siècle des abbés dont la compétence et l’érudition donnent un grand prestige à l’abbaye. Vers l'an mil, l'école est à son apogée et essaime : pendant plus d'un siècle, de l'Angleterre à la Pologne, des moines étrangers viennent s'y instruire. La formation y est excellente et ses écolâtres sont recherchés.
Les jeunes qui reçoivent l'instruction à Lobbes sont divisés en oblati consacrés à Dieu, qui fréquentent l'école interne ou claustrale et nutriti, élèves libres non attachés au monastère, qui fréquentent l'école externe ou canonique. L'enseignement est le même, la discipline quoique sévère est différente. Les oblati, strictement tenus à la règle et revêtus de l'habit religieux, sont l'objet de soins assidus. L'enseignement comprend la grammaire, la dialectique et la rhétorique (trivium), l'arithmétique, la géométrie, l'astronomie et la musique (quadrivium). Les nutriti reçoivent en plus les connaissances particulières à leur fonction future (magistrats, princes, etc.).
Sous Wautier I (1107-1131), les études sont encore très florissantes à Lobbes. Cela n'empêche pas l'abbé d'envoyer plusieurs de ses moines se perfectionner dans d'autres écoles très réputées, et parmi eux Francon II qui, après avoir été à Laon écouter les leçons des frères Raoul et Anselme, retourne à Lobbes où il est chargé de la direction de l'école.
Mais l'école, confinée dans un conservatisme étroit, refuse de sacrifier à la logique alors à l'honneur et tombe en déclin, au point que l'abbé Léonius de Furnes supprime l'école claustrale (la seule accessible aux membres de la communauté) à partir de 1131 et ne laisse subsister que l'école externe, qu'il rattache au chapitre de saint Ursmer et où l'enseignement est dispensé par un chanoine .
L’atelier des copistes transcrit sans relâche les œuvres des écrivains sacrés et profanes. La bibliothèque comprend la plupart des saints pères (Chrysostome, Augustin, Jérôme, etc.), les historiens sacrés, les principaux orateurs, poètes et philosophes de l'antiquité. La plupart des richesses littéraires et artistiques périssent dans l'incendie de 1546, les autres sont dispersées et perdues lors de la destruction du monastère en 1794. Un manuscrit a pu être conservé, chef-d’œuvre de la miniature mosane : la Bible de Lobbes, maintenant conservée à Tournai et datée de 1084. Fait rare : on en connaît même le miniaturiste et calligraphe, le moine Goderan.
Le mouvement monastique en Europe est en décadence. L'abbaye de Lobbes résiste à un alignement sur l'abbaye de Cluny et quand elle admet la réforme, elle s'est teintée de rigueur cistercienne importée par Léonius de Furnes, le nouvel abbé élu en 1131, qui a été prieur durant 30 ans. Léonius accueille des sœurs converses qu'il établit à proximité du monastère - qui compte une centaine de moines plus des frères convers - et fait construire des bâtiments pour les héberger, ainsi que les voyageurs et réfugiés de passage ; les ressources n'étant pas infinies, Lobbes, temporellement ruinée, doit congédier des moines et finit par s'étioler à la fin du XIIe siècle.
L'abbé Lambert (1137-1149) est un abbé à l'esprit pénétrant, doté d'une brillante élocution, très talentueux pour prononcer des discours devant des assemblées et des homélies devant le peuple. Il maîtrise le latin, le roman et le tudesque. Pour sa connaissance des idiomes germaniques, il est choisi par saint Bernard pour prêcher la guerre sainte et recruter des volontaires en vue de la deuxième croisade.

### À partir duXIIIesiècle
Les universités remplacent progressivement les monastères comme centres intellectuels et religieux. Les nouvelles villes, luttant pour leur autonomie, prennent aux monastères (comme aux seigneurs féodaux) une grande partie du pouvoir politique et administratif. De nombreuses guerres laissent des traces où les armées passent. Lobbes perd son éclat et devient une abbaye comme les autres, luttant simplement pour sa survie.
Avec la réforme catholique, un renouveau monastique s'amorce au XVIe siècle. En 1565, l'abbé Dominique Capron (1550-1570) applique à Lobbes les canons et décrets du concile de Trente, publiés en janvier 1564 par le pape Pie IV et visant à lutter contre le luthéranisme, le calvinisme et surtout à rétablir la discipline ecclésiastique.

## Rattachement ecclésiastique
Le pape Innocent II est de passage à l'abbaye de Lobbes, avec saint Bernard et onze cardinaux, en mars 1131. Au point de vue de la juriduction ecclésiastique, Lobbes relève naturellement de l'archidiacre de Hainaut, de l'évêque de Cambrai et de l'archevêque de Reims. Bien que ressortissant économiquement à Cambrai, l'abbé de Lobbes de cette époque jure fidélité à l'évêque de Liège. Il occupe d'ailleurs, à Liège, la tête dans l'ordre de préséance et a le droit de porter les insignes pontificaux depuis 990. L'abbaye reçoît l'exemption en 1194.

## Moines et personnalités célèbres

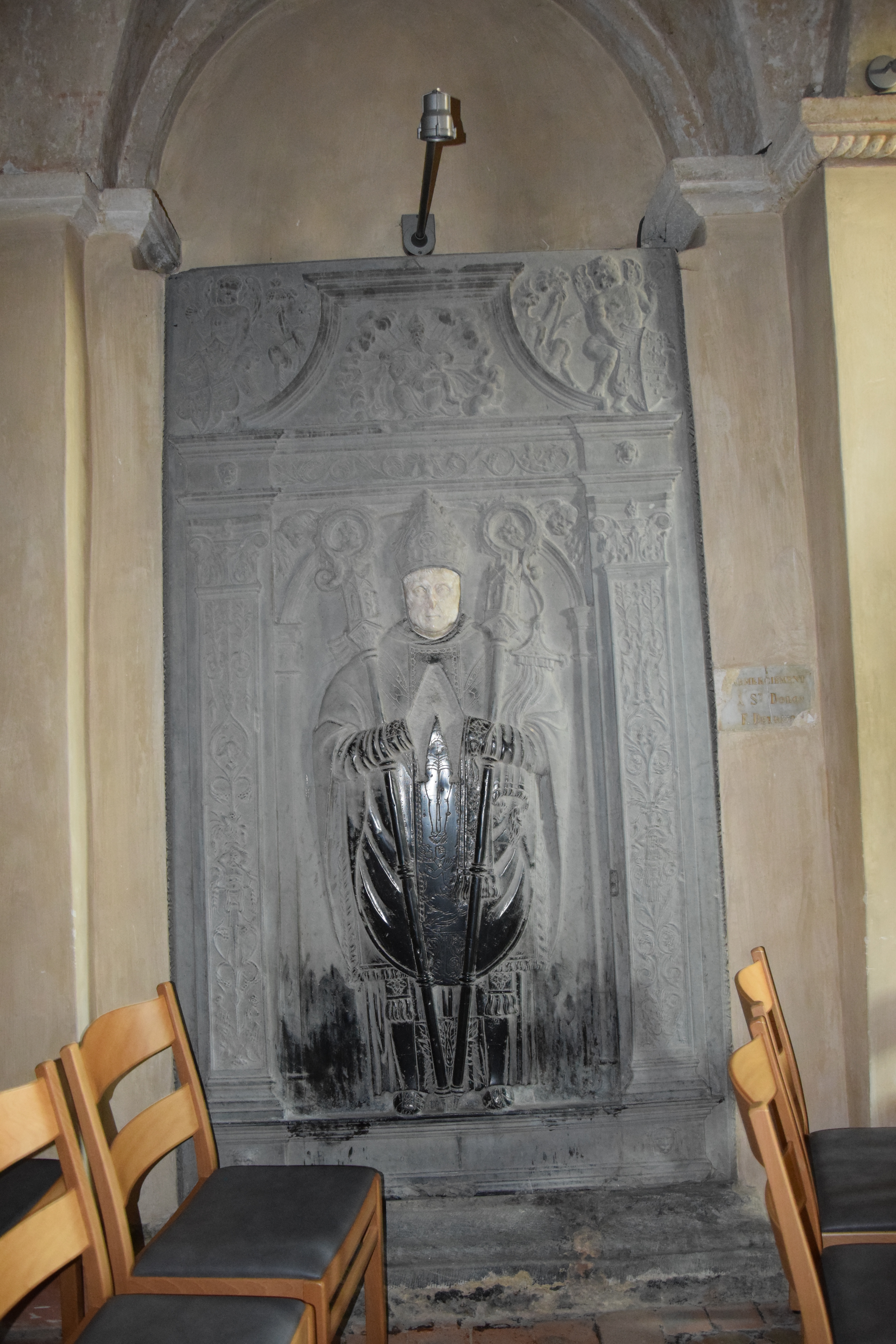
Pierre tombale d'un abbé dans la crypte de la collégiale Saint-Ursmer.

### Foyer intellectuel entre lesXeetXIIesiècles
- Ansiel[10] ;
- Anson[10] ;
- Rathier (953-956), le latiniste raffiné, évêque de Vérone mais aimant signer Monacus laubiensis (en français : moine de Lobbes) est un brillant intellectuel, auteur entre autres ouvrages, des Praeloquia qui est un reflet des mœurs des Chrétiens et de la morale de l'Église de son époque. Il peaufine aussi la Vie de saint Ursmer du bienheureux Anson ;
- Folcuin de Lobbes, abbé de 965 à 990, prend soin de la bibliothèque et l'augmente d'un grand nombre de volumes. Il rédige une De Gestis abbatum Laubiensium, chronique de trois siècles dont le souci de vérité historique évident est une importante source d’informations sur l’abbaye. Il est aussi auteur d'une vie de saint Folcuin (ou Folquin), évêque de Thérouanne ;
- Hériger (990-1007), l’écolâtre au savoir encyclopédique et auteur de livres de théologie, musique, histoire et mathématique. Il entame avec l'évêque Notger les Gestes des évêques de Tongres, de Maastricht et de Liège. Ses hagiographies Vie de saint Landoald, sainte Berlinde, saint Ursmer, saint Hadelin, saint Remacle, Histoire de saint Landelin, de saint Servais évêque de Tongres sont transmises sous le nom de Notger. Il semble être un des premiers, en Occident, à avoir utilisé les chiffres arabes ;
- Adelbold (~970-1026), correspondant d'Hériger et auteur d'un traité musico-philosophique (Ars musica), a enseigné à Lobbes et à Liège ;
- Le moine Olbert (~980-1048), formé à Lobbes par Hériger, en dirige l'école publique monastique. Ayant fréquenté de nombreux maîtres, il est un des lettrés les plus raffinés de son temps ;

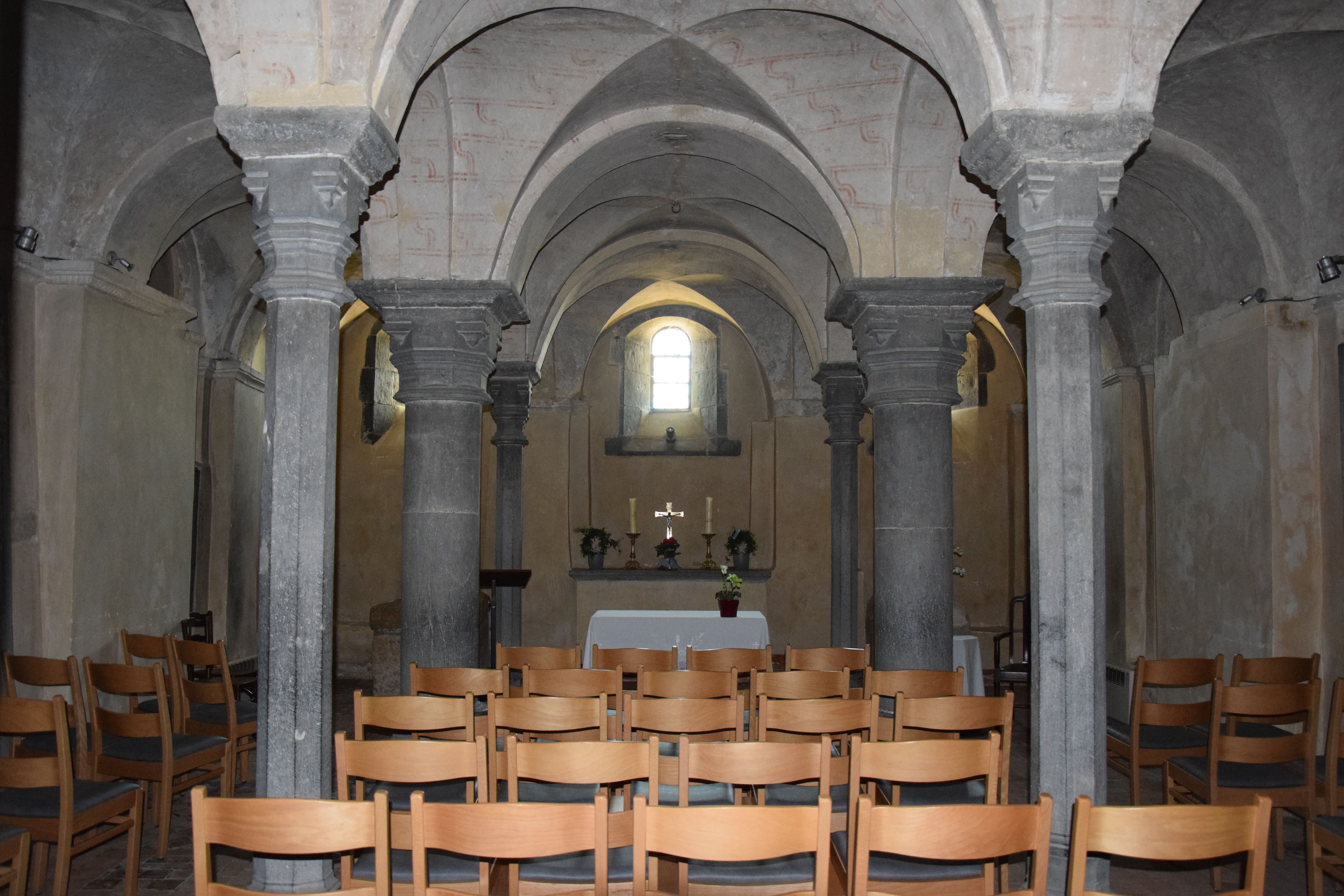
La crypte dans la collégiale.

- La crypte dans la collégiale.Richard de Saint-Vanne († 1046) accepte la charge de l'abbaye de 1020 à 1033 et s'applique à faire revivre l'école. Il diffuse l'ébauche lorraine de la réforme grégorienne dans un grand nombre d'autres monastères parmi lesquels Saint-Amand, Saint-Bertin à Saint-Omer, Saint-Pierre de Gand, Saint-Hubert, Malmedy, Hautmont, etc ;
- Burchard (~965-1025) étudie à Lobbes sous Hériger et sollicite plus tard la collaboration d'Olbert pour rédiger sa remarquable collection canonique de vingt livres Decretum Burchardi ;
- Wazon, quoique de naissance obscure, est formé avec son condisciple Olbert de Gembloux aux différentes sciences à l'abbaye de Lobbes, sous la direction de Hériger de Lobbes qui le distingue entre tous ses élèves. Il entre plus tard dans le clergé de Saint-Lambert à Liège où son talent le conduit à la tête des écoles. Cet homme savant autant que modeste est élu prince-évêque de Liège (1042-1048) ;
- Originaire du Hainaut, Thierry de Leernes (~1007-1087) entre à l'abbaye de Lobbes où il revêt l'habit monastique à l'âge de 19 ans et y est nommé écolâtre à 21 ans par l'abbé Richard de Verdun. Il devient écolâtre à l'abbaye de Fulda et est appelé à devenir abbé du monastère de Saint-Hubert. Après avoir été écolâtre à Lobbes, il dirige successivement l'éducation des jeunes religieux de Stavelot, de Saint-Vanne à Verdun et de Mousson.

### Autre
- Alvise (v.1070 - † 1148), né en Flandre et mort à Philippes, en Macédoine, fit son noviciat dans cette abbaye[réf. nécessaire] avant de devenir abbé de l'abbaye Saint-Sauveur d'Anchin et évêque d'Arras.L'ancienne ferme abbatiale devenu dépôt de brasserie[17].

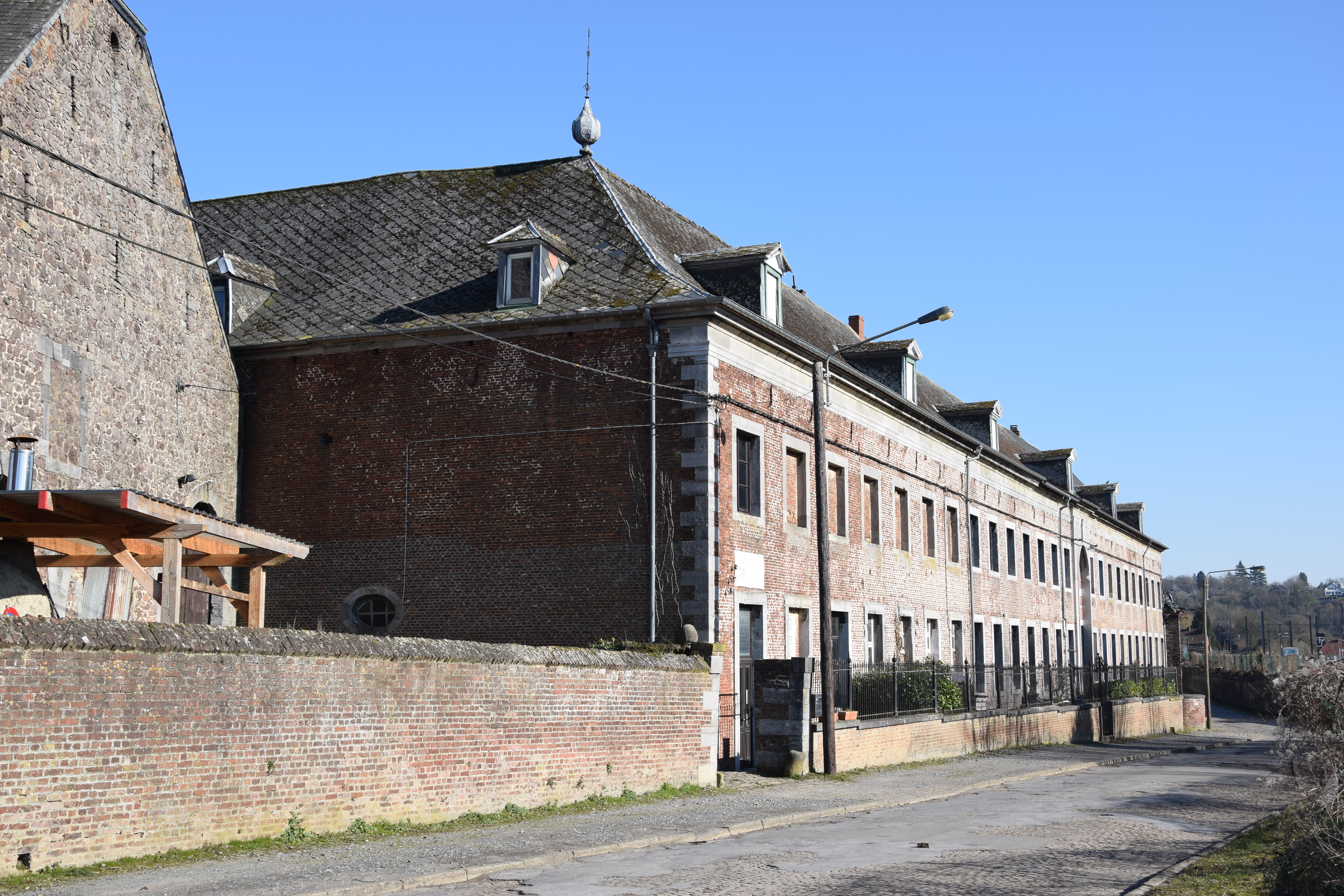
L'ancienne ferme abbatiale devenu dépôt de brasserie.

## Pratique des arts - Inventaire des biens
Les arts ont connu un beau développement à Lobbes. On y fit de l'orfèvrerie et de la dinanderie avant les Mosans, ainsi que de l'architecture, de la musique, de la sculpture et des miniatures. Trois œuvres remarquables de Godéran sont issues du scriptorium :
- une bible, dont l'Ancien Testament est au séminaire de Tournai et le Nouveau en Angleterre, terminée en 1084 ;
- une autre bible terminée en 1097, celle de Stavelot ;

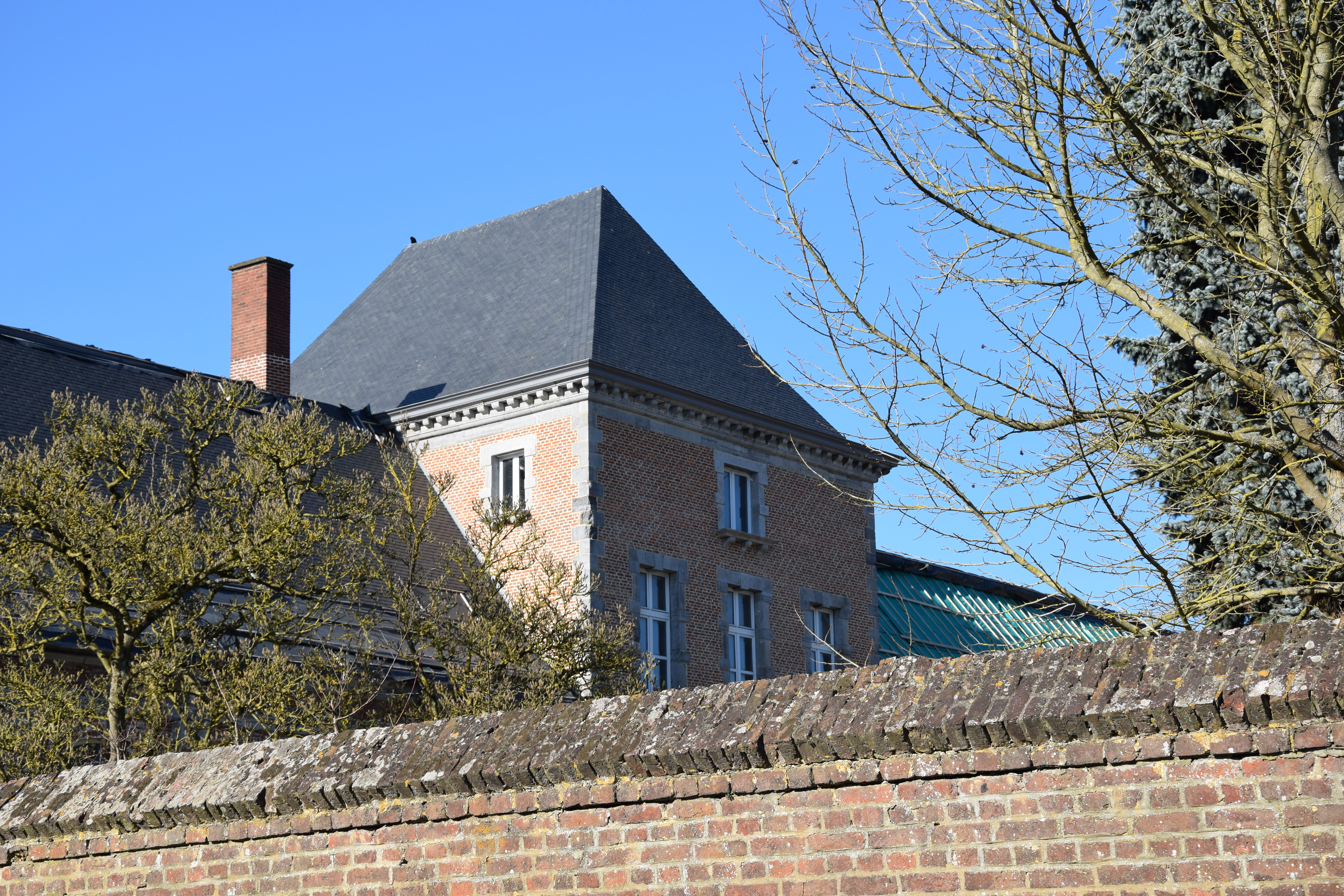
Bâtiment de l'ancienne abbaye (XVIIIe siècle).

- Bâtiment de l'ancienne abbaye (XVIIIe siècle)[20].une copie des œuvres de Flavius Josèphe, actuellement à la Bibliothèque royale de Belgique.

D'autre part, l'abbaye de Lobbes possède :
- l'inventaire - Polyptyque - dressé en 868 et 869 par Jean, évêque de Cambrai et d'Arras, sur ordre de Lothaire II, dévoile que Lobbes possède 174 villae[21] ;
- une bulle du pape Eugène III (1145-1153) énumère les biens de l'abbaye en 1150[22] ;
- l'abbé Jacques de Binche (1290-1313) recense les biens de l'abbaye à son époque, mais ce précieux document disparaît dans la tourmente révolutionnaire de 1794[23] ;
- en vertu de l'édit de Joseph II du 4 janvier 1787, l'abbé Joseph Simon (1778-1793) fait dresser la liste des possessions seigneuriales et non-seigneuriales, des maisons, bâtiments et capitaux que son monastère possède dans les Pays-Bas[24].